# 마이크로 센터

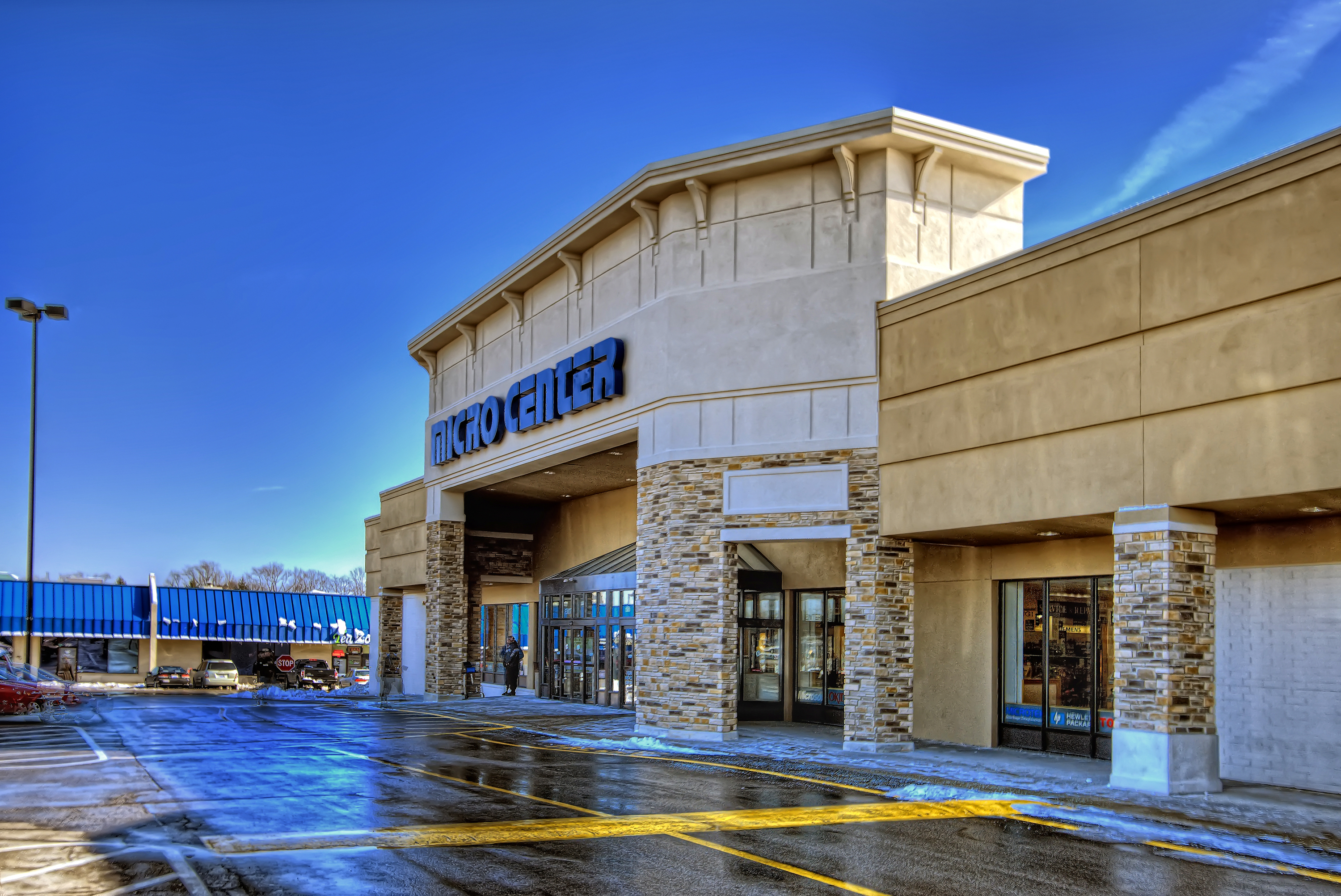
콜럼버스 오하이오의 마이크로 센터

마이크로 센터(Micro Center)는 오하이오주 힐리어드에 위치한 미국의 컴퓨터 가게이다. 미국의 최대 사기업 중 상위 200곳 가운데 하나이다.

## 역사
마이크로 센터는 1979년 35,000 달러의 투자금과 함께 라디오셱의 전 직원이었던 존 베이커와 빌 베인에 의해 오하이오주 콜럼버스에 설립되었다. 최초의 마이크로 센터는 어퍼 알링턴의 레인 애비뉴 쇼핑 센터에 위치한 84 m2의 점포에 설립되었다. 이 가게는 오하이오 주립 대학교, 과학 싱크탱크 Battelle Memorial Institute에 근접해 있어 수많은 고객 기반과 컴퓨터 지식 판매인들을 제공할 수 있었다. 첫 해 목표는 30,000,000달러의 매출이었으며 29,900,000달러를 달성했다.
2009년, 마이크로 센터는 "18분 픽업" 서비스를 개발하였는데, 이를 통해 자사의 웹사이트에서 상품을 주문하는 고객들이 18분 안에 상점에서 가져갈 수 있도록 한다.
2018년 기준으로 미국 16개 주에 25개의 마이크로 센터 스토어가 위치해 있으며, 여기에는 캘리포니아주, 매사추세츠주, 뉴욕주가 포함된다.

## 같이 보기
미국의 비즈니스 연구 기업 후버스에 따르면 마이크로 센터의 모회사 마이크로 일렉트로닉스의 주 경쟁사는 다음과 같다:
- 베스트 바이
- PC 커넥션
- 아마존닷컴